# Corydoras aeneus
Espèce
Le Corydoras bronze ou Corydoras cuivré (Corydoras aeneus) est une espèce de poissons d'eau douce de la famille des Callichthyidés originaire du Venezuela.

## Aquariophilie[1]

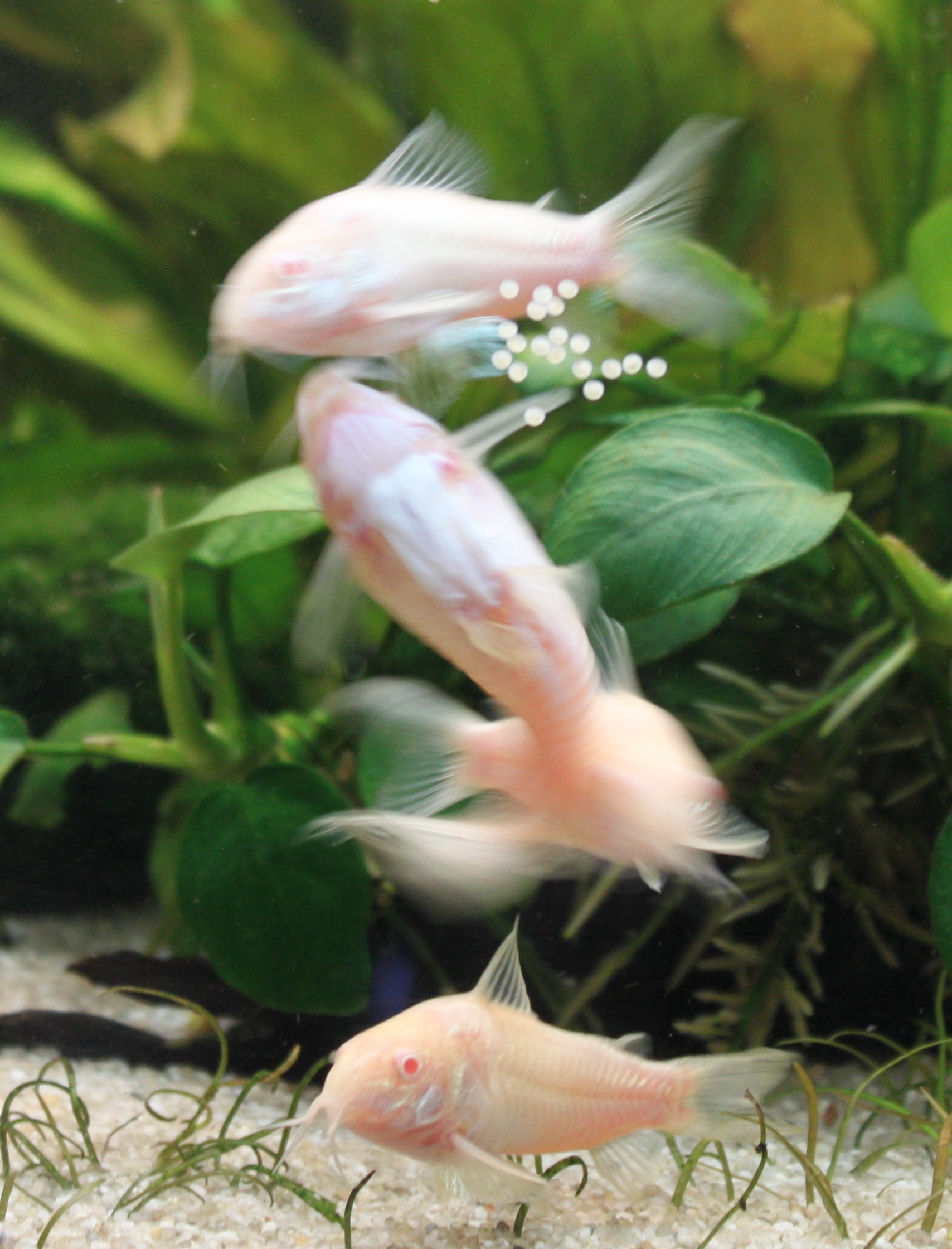
individus albino en reproduction en aquarium

Les Callichthyidés sont souvent désignés à tort dans le commerce sous l'appellation poissons nettoyeurs, bien qu'ils ne nettoient véritablement rien. Les Corydoras aeneus sont les plus faciles du genre à maintenir et à faire se reproduire. En général, ils aiment une eau avec un pH de 6 à 7, une dureté de 10°th et une température de 25 °C.
Il faut maintenir environ 5 à 6 individus. Ils ignorent les autres habitants de l'aquarium, ce qui est sûrement dû au fait qu'en plus de leur cuirasse osseuse, ils ont une épine sur la nageoire dorsale.
Pour une reproduction simple, utiliser un bac de 50 litres est préférable. Faites un apport d'eau froide au bout de 2 à 3 jours, la femelle présentera des taches roses sous son ventre. La reproduction se fait ventre à ventre puis la femelle met ses œufs, puis le sperme du mâle aux endroits voulus. Après la ponte les corydoras sont agités. En l'absence de mâles, les femelles déposent parfois tout de même leurs œufs sur un support (vitre de l'aquarium, feuille de plante, rocher du décor). Ces œufs, n'étant pas fécondés, ne pourront bien sûr pas donner d'alevins.

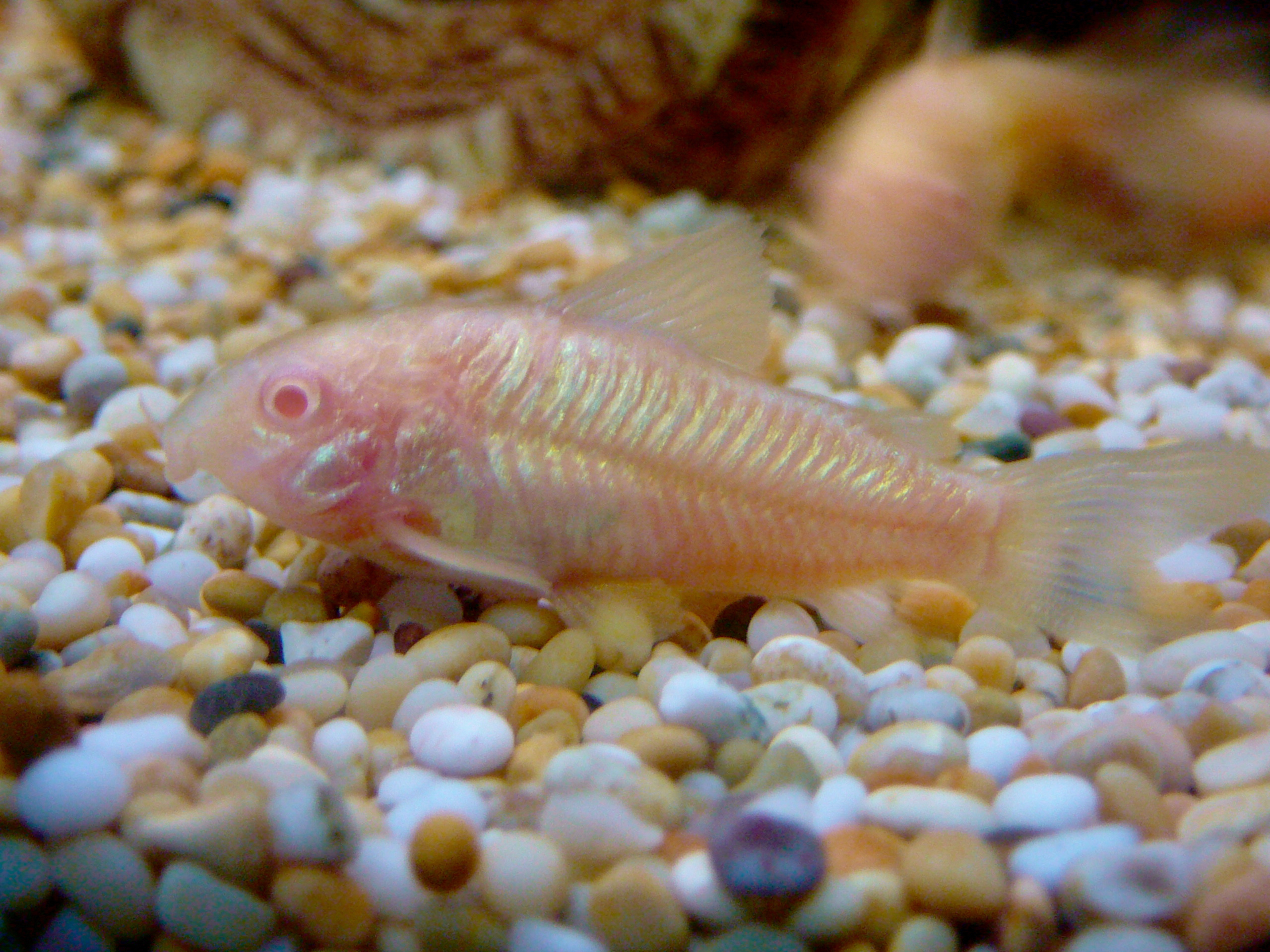
individu albinos

### Forme domestique
Corydoras aeneus possède aussi une variété albinos très répendue et commercialisée mondialement.